# Elis & Tom
Elis & Tom – album nagrany w 1974 roku przez brazylijskich muzyków Antônio Carlosa Jobima i Elis Reginę.
Nagrań dokonano w Los Angeles w okresie 22 lutego-9 marca 1974, a album wydała wytwórnia płytowa Verve Records. Producentem płyty był Aloysio de Oliveira.

## Lista utworów
| 1.  | „Águas de Março” (Antonio Carlos Jobim)                 | 3:32  |
|     |                                                         |       |
| 2.  | „Pois É” (Jobim, Chico Buarque)                         | 1:43  |
|     |                                                         |       |
| 3.  | „Só Tinha de Ser Com Você” (Jobim, Aloysio de Oliveira) | 3:49  |
|     |                                                         |       |
| 4.  | „Modinha” (Jobim, Vinicius de Moraes)                   | 2:16  |
|     |                                                         |       |
| 5.  | „Triste” (Jobim)                                        | 2:39  |
|     |                                                         |       |
| 6.  | „Corcovado” (Quiet Nights of Quiet Stars) (Jobim)       | 3:53  |
|     |                                                         |       |
| 7.  | „O Que Tinha de Ser” (Jobim, Moraes)                    | 1:43  |
|     |                                                         |       |
| 8.  | „Retrato Em Branco E Preto” (Jobim, Buarque)            | 3:03  |
|     |                                                         |       |
| 9.  | „Brigas, Nunca Mais” (Jobim, Moraes)                    | 1:39  |
|     |                                                         |       |
| 10. | „Por Toda A Minha Vida” (Jobim, Moraes)                 | 2:04  |
|     |                                                         |       |
| 11. | „Fotografia” (Jobim)                                    | 2:46  |
|     |                                                         |       |
| 12. | „Soneto de Separação” (Jobim, Moraes)                   | 2:20  |
|     |                                                         |       |
| 13. | „Chovendo Na Roseira” (Jobim)                           | 3:11  |
|     |                                                         |       |
| 14. | „Inútil Paisagem” (Jobim, Oliveira)                     | 3:08  |
|     |                                                         |       |
|     |                                                         | 37:46 |
|     |                                                         |       |

## Twórcy
- Antônio Carlos Jobim – fortepian, śpiew
- Elis Regina – śpiew
- César Camargo Mariano – fortepian
- Helio Delmiro – gitara
- Oscar Castro Neves – gitara
- Luizão Maia – bass
- Paulo Braga – perkusja
- Chico Batera – perkusja
- Bill Hitchcock